# Nuenen
Nuenen és una localitat del municipi neerlandès de Nuenen, Gerwen en Nederwetten, cap al nord-est d'Eindhoven en el Brabant del Nord. Nuenen és el cap de districte del municipi.

## Vincent Van Gogh
El pintor Vincent van Gogh va residir a Nuenen de 1883 a 1885.
Almenys un dels seus quadres representa una escena de la ciutat: Het uitgaan van de hervormde kerk te Nuenen ("Sortida de l'església reformada de Nuenen'"), que va ser robat del museu van Gogh el desembre 2002.
El quadre Menjant patates va ser pintat mentre van Gogh vivia a Nuenen. A la ciutat hi ha un carrer batejat a partir d'aquesta tela, així com un cafè, un col·legi i un bar. Hi ha una estàtua de Van Gogh al parc central de la ciutat.

## Segona Guerra mundial
Nuenen va ser un camp de batalla en el transcurs de l'Operació Horta, durant la Segona Guerra Mundial.
Edsger Dijkstra, matemàtic i informàtic neerlandès, va morir el 6 d'agost del 2002.

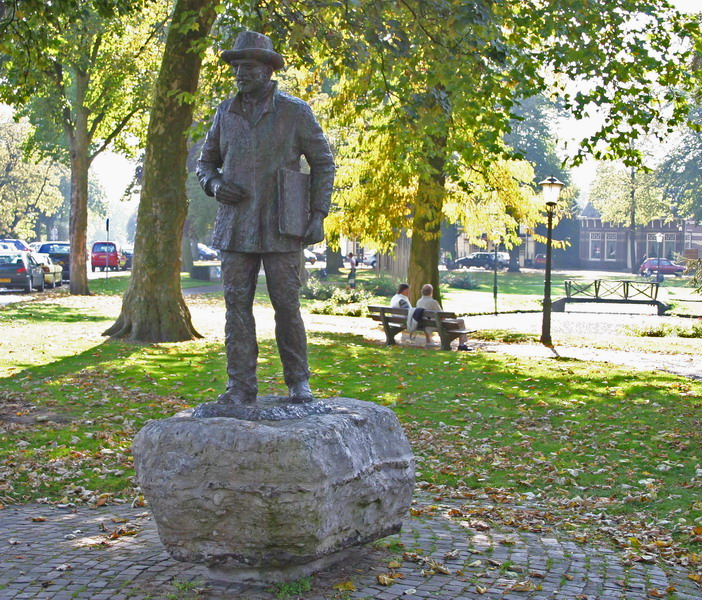
Estàtua de Vincent van Gogh a Nuenen

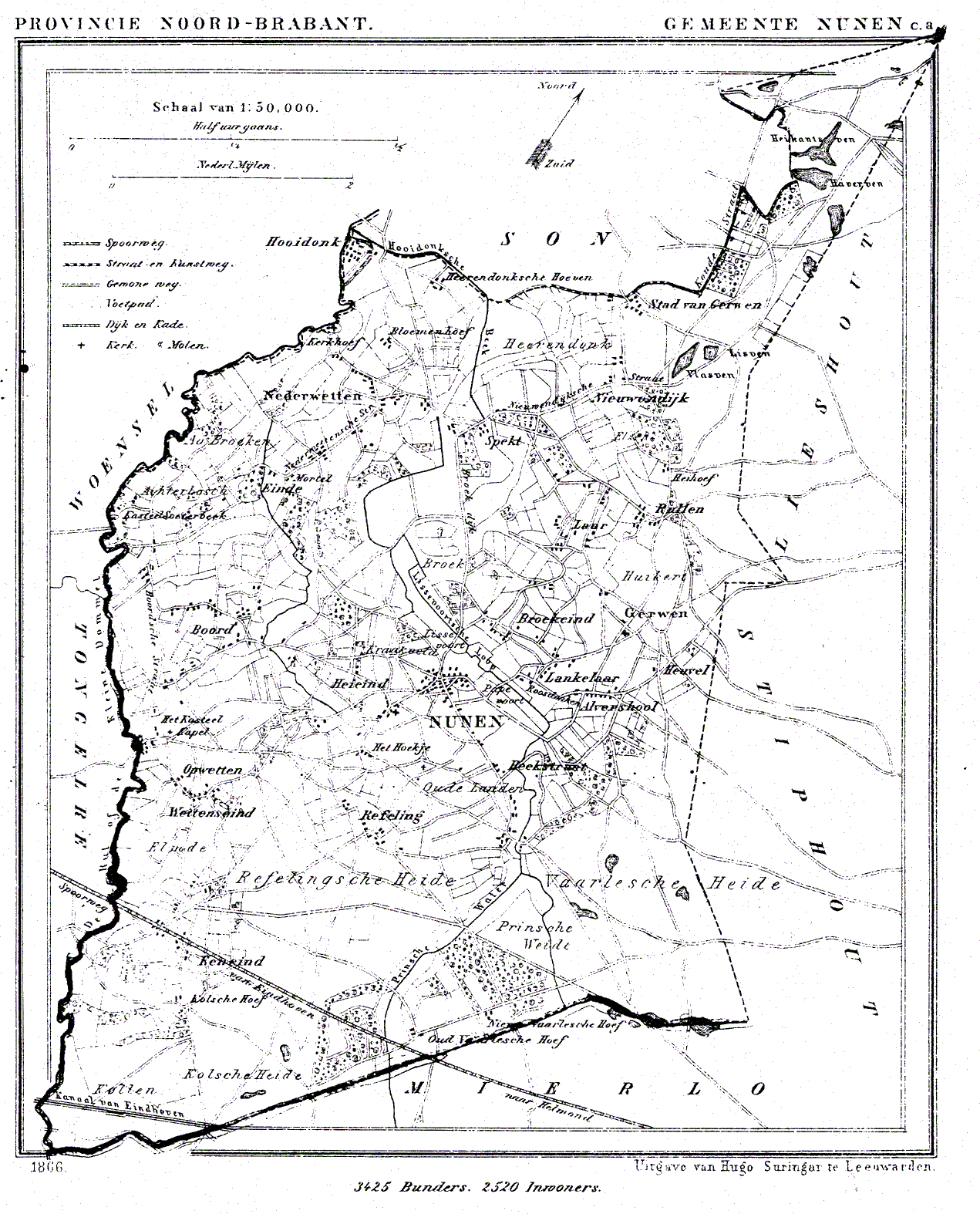
Mapa representant el municipi de Nuenen, Gerwen en Nederwetten el 1866